# بيير ماغني
بيير ماغني هو محامي وسياسي فرنسي، ولد في 3 ديسمبر 1806 في بيريغو في فرنسا، وتوفي في 17 فبراير 1879 في Saint-Michel-de-Montaigne ‏ في فرنسا.

## مناصب
- انتخب رئيس general council of Dordogne  [لغات أخرى]‏.
- انتخب عضو مجلس الشيوخ في الجمهورية الفرنسية الثالثة ‏.
- انتخب عضو مجلس الشيوخ في الإمبراطورية الفرنسية الثانية ‏.
- انتخب نائب فرنسي.